# 业务过程自动化
业务过程自动化（BPA, Business process automation），也称作业务自动化、数字化转型（digital transformation），是技术支持下的复杂业务流程自动化 。可以改善一项业务更为简单、达到数字化转型、增强服务质量、改进服务交付、控制成本等。包括应用集成、重构劳动力资源、使用应用程序等手段。采用軟體機器人的BPA称作機器人流程自動化。

## 业务过程自动化的部署
BPA在很多商业领域实现了，如市场营销、销售以及工作流。实践中，在组织的环境中会部署有人或无人照管的软件agent或称robot，执行预定义的结构化重复性业务任务或过程。BPA的基础方法趋于类似：利用用户界面层而不是深入到其后的应用程序代码或数据库实现最短的自动化实现路径。BPA自己的界面被简化使得非技术专家也能使用。 
为使业务过程能够自动化，需要数据交换层以便各系统、解决方案能集成在一起。使用过程驱动的消息服务能使用触发器、作业、工作流来建造业务过程。  
在这个领域越发使用人工智能技术，以自然语言处理、理解无结构数据集、与人交互、无人指导对新类型问题的理解学习等。